# Napoleón (película de 1927)
Napoleón es una película muda francesa escrita, producida y dirigida por Abel Gance en 1927. Es considerada, debido a sus innovadoras técnicas cinematográficas, como un clásico del cine mudo. La película trata de la primera parte de la vida de Napoleón Bonaparte, desde 1781, cuando está en la academia militar, hasta 1796, cuando, ya nombrado general, emprende la batalla de Montenotte.

## Argumento
La película empieza en Brienne-le-Château, con un joven llamado Napoleón asistiendo a la escuela militar donde maneja una pelea de bolas de nieve como una campaña militar, sin embargo, sufre los insultos de otros niños. Continúa una década más tarde con escenas de la Revolución francesa y la presencia de Napoleón en la periferia como un joven teniente del ejército. Él regresa a visitar el hogar de su familia en Córcega, pero la política cambia en contra de él y lo pone en peligro de muerte. Huye, llevando a su familia a Francia. Sirviendo como oficial de artillería en el sitio de Tolón, el genio para el liderazgo de Napoleón es recompensado con un ascenso a general de brigada. Revolucionarios celosos encarcelan a Napoleón pero luego la marea política se vuelve contra los propios líderes de la Revolución. Napoleón sale de prisión, formando planes para invadir Italia. Se enamora de la hermosa Josefina de Beauharnais. El gobierno de emergencia le asigna la tarea de proteger la Asamblea Nacional. Al triunfar en esto, es ascendido a Comandante en Jefe del Ejército del Interior, y se casa con Josefina. Él toma el control del ejército que protege la frontera franco-italiana, y lo impulsa a la victoria en una invasión de Italia.

## Producción
Muchas técnicas innovadoras fueron utilizadas para hacer la película, incluyendo primeros planos extensivos, cortes rápidos, una amplia variedad de tomas cámara en mano, filmación en exteriores, cámara subjetiva, multicámara, exposición múltiple, cámara bajo el agua, proyección de múltiples pantallas, y otros efectos visuales.
Gance quería que Napoléon fuera la primera de seis películas sobre la carrera de Napoleón, una cronología del gran triunfo y la derrota final con la muerte de Napoleón en el exilio en la isla de Santa Elena. Después de las dificultades encontradas en la producción de la primera película, Gance se dio cuenta de que los costos involucrados harían el proyecto completo imposible.

## Polyvision
Polyvision fue el nombre de un formato de película de pantalla ancha ideado exclusivamente para la filmación y la proyección de la secuencia final de Napoleón. Implicaba la proyección simultánea de tres rollos de película dispuestos en una fila horizontal, para hacer una relación de aspecto total de 4: 1 (1.33 × 3: 1). La técnica del tríptico Polyvision fue llamada así por el crítico cinematográfico Émile Vuillermoz. Este método constituyó la cumbre de la carrera cinematográfica de Gance, puesto que este sistema, a diferencia del Cinerama (donde tres o cuatro proyectores proyectaban imágenes que juntas resultaban en una sola imagen continua), no consistía exclusivamente a agrandar las imágenes proyectadas, sino que se proyectaban tres fragmentos de película diferentes que daban como resultado una imagen central principal y otras dos imágenes a ambos lados que ayudaban a comprender el significado metafórico de la proyección central. Según Gance, este método creaba una nueva dimensión del visionado de films. 
Este método captó la atención de los magnates de Hollywood de los años 20, y muy pronto varias productoras cinematográficas comenzaron a desarrollar sus propios formatos espectaculares: Fox desarrolló el método Grandeur, Paramount el Natural Vision, y Warner Brothers el proceso Vitascope. Todos estos métodos consistían en proyecciones de gran formato que permitían aumentar la medida y la calidad de las imágenes cinematográficas. De todos modos, los altos costes que suponían y los pocos beneficios obtenidos hicieron que se abandonaran estas técnicas rápidamente.
En lo que se refiere a la Polyvision, en un primer momento Gance no pudo previsualizar la película con esta técnica, puesto que se necesitaban tres proyectores, sino que visualizó cada fragmento del tríptico de manera individual. Sin ningún mecanismo de edición, hicieron falta siete meses para llegar al montaje final del fragmento de película rodado en Polyvision, observando como se relacionaban las imágenes de los negativos para construir la escena. Después de un tiempo, Gance consiguió tres proyectores Pathé y pudo, por primera vez, visualizar el filme con la técnica Polyvision. A causa del efecto panorámico y de las acciones simultáneas que esta técnica proporcionaba, decidió finalmente incorporar la escena al montaje final del film. Grance pensó en promover la Polyvision diciendo que los films rodados con esta técnica ofrecerían dos posibilidades de visualización: una para los cines especializados y equipados con sistemas de triple proyección y pantalla panorámica, y el otro para las pantallas de medida ordinaria, para la explotación y difusión masiva. Gance vio en esta posibilidad de efectuar dos versiones una ventaja notable sobre el Cinerama, el cual desapareció progresivamente por el hecho de que los films hechos con esta técnica solo se podían visualizar en salas con un equipamiento especializado.
Tanto el Cinerama como la Polyvision utilizaban tres proyectores, a pesar de que sus objetivos y finalidades eran diferentes. Como se ha comentado anteriormente, el Cinerama utilizaba los proyectores para conseguir una sola imagen agrandada, mientras que la Polyvision era una técnica basada en los trípticos. De todos modos, hubo un hecho común que hizo desaparecer las dos técnicas: la dificultad de alinear los proyectores y las imágenes en pantalla, además de su complicación técnica y de distribución.
Técnicamente, los tres proyectores sincronizados fueron instalados en el cine que proyectaba el filme de manera horizontal (a diferencia de las cámaras de rodaje, las cuales se disponían verticalmente), bastante cerca los unos de los otros. Los ejes ópticos de estos tres dispositivos no se cruzaban y, por lo tanto, era más complejo proyectar las imágenes en una pantalla panorámica cóncava (cómo aquellas que se utilizarían más tarde en el Cinerama y el Kinopanorama), donde el proyector de la derecha proyectaba la imagen a la parte izquierda de la pantalla, y el proyector izquierdo proyectaba las imágenes a la parte derecha (el dispositivo central proyectaba las imágenes en medio de la pantalla). Por otro lado, la proyección de las escenas del tríptico en pantallas planas resultaba mucho más fácil, puesto que la situación de los proyectores se correspondía con la parte de la pantalla en la cual proyectaban la imagen.
Posteriormente, la productora Metro-Goldwyn-Mayer decidió comprarle a Gance la técnica para apartarla del mercado (la productora pensó que si la técnica tenía éxito, el negocio cinematográfico se complicaría mucho, y haría falta una gran suma de dinero para equipar las salas de proyección con tres proyectores y pantallas panorámicas). Incluso, la misma productora se opuso a construir un cine equipado con el sistema Polyvision. La difusión del film en su forma original fue prácticamente nula y el tríptico se proyectó de manera estándar con un solo carrete y proyector, no con tres como inicialmente fue concebido. Esto hizo que las imágenes se vieran extremadamente pequeñas y que, en consecuencia, muchos cines se negaran a exhibir el filme, defendiendo que era solo una muestra de cine amateur de baja calidad.

## Estreno
La película fue estrenada por primera vez en una gala en la Ópera Garnier el 7 de abril de 1927, Napoleón había sido proyectada en sólo ocho ciudades europeas cuando la Metro-Goldwyn-Mayer compró los derechos, pero después del estreno en Londres, fue reducida drásticamente en longitud, y sólo el panel central de las secuencias POLYVISION de tres pantallas fue conservado antes de que fuera lanzada en estreno limitado en los Estados Unidos. Allí, la obra maestra muda fue recibida con indiferencia en un momento en que las películas sonoras estaban empezando a aparecer.

## Restauración
La película fue restaurada en 1981 después de veinte años de trabajo por el historiador de cine mudo Kevin Brownlow.
En enero de 2021, se anunció que la Cinemateca Francesa esta restaurando la versión Apollo del filme, en cooperación con Netflix y el Centro Nacional del Cine.